# Telma Hopkins
Telma Louise Hopkins (Louisville, 28 ottobre 1948) è un'attrice e cantante statunitense.

## Carriera
È stata attiva come cantante negli anni Settanta all'interno del trio pop vocale Tony Orlando and Dawn. 
Ha preso parte a numerose sitcom e serie televisive come attrice: tra queste Henry e Kip (1980-1982), Getting By (1993), Half & Half (2002-2006), La piccola grande Nell (1981-1987), Otto sotto un tetto (1989-1998), Da un giorno all'altro (1998-2002), Casa Hughley (1998-2000), Are We There Yet? (2010-in corso), Lab Rats (2012), Partners (2014-in corso) e Family Reunion (La famiglia McKellan).
Compare nei film Trancers - Corsa nel tempo (1985), Trancers II: The Return of Jack Deth (1991), Il potere della mente (1992), tutti e tre facenti parte di una serie.
Nel 2021 interpreta Freya nel quarto capitolo di Matrix, Matrix Resurrections. Nello stesso anno interpreta Denise Tolliver nella soap opera Febbre d'amore.

## Filmografia

### Cinema
- Trancers - Corsa nel tempo (Trancers), regia di Charles Band (1984)
- Trancers II: The Return of Jack Deth (Trancers II), regia di Charles Band (1991)
- Il potere della mente (Trancers III), regia di C.Courtney Joyner (1992)
- Matrix Resurrections (The Matrix Resurrections), regia di Lana Wachowski (2021)

### Televisione
- La piccola grande Nell (Gimme a Break!) – serie TV, 68 episodi (1983-1987)
- Otto sotto un tetto (Family Matters) – serie TV, 93 episodi (1989-1997)
- 2 Broke Girls – serie TV, episodio 6x06 (2016)
- Amiche per la morte - Dead to Me (Dead to Me) – serie TV, 6 episodi (2019-2022)
- Febbre d'amore – soap opera (2021)
- Non sono ancora morta (Not Dead Yet) – serie TV, episodio 1x10 (2023)

## Doppiatrici italiane
Nelle versioni in italiano delle opere in cui ha recitato, Telma Hopkins è stata doppiata da:
- Mirta Pepe in Matrix Resurrections, Non sono ancora morta
- Alessandra Korompay in Otto sotto un tetto
- Paola Giannetti in Amiche per la morte - Dead to Me